# Stora Höjden
Stora Höjden är ett naturreservat i Storfors kommun i Värmlands län.
Området är naturskyddat sedan 2013 och är 32 hektar stort. Reservatet omfattar toppen och norrslutningen av Stora Höjden. Reservatet består mest av gran men där finns även många gamla aspar.